# Дальний Север Южной Австралии
Дальний Север Южной Австралии (англ. Far North) — один из регионов Северной территории Южной Австралии.
Регион является одновременно крупнейшей и наименее населенной территорией штата. В нём находятся туристические достопримечательности и объекты, в их числе национальные парки и заповедники.

## География

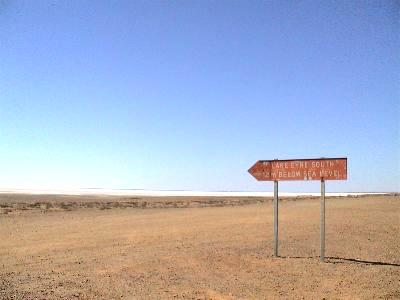
Дорожный знак на Oodnadatta Track

Дальний Север также известен как засушливое место Южной Австралии, большая часть территории региона — пустыня:
- на северо-востоке — пустыни Симпсона, Тирари, Педирка и Цветная[англ.];
- на севере и северо-западе доминирует Большая пустыня Виктория.

Важными транспортными магистралями района являются шоссе Стюарт из города Порт-Огаста в город Алис-Спрингс, а также автотрассы Уднататта-Трек, Бердсвилл-Трек и Стжелецки-Трек в Квинсленд.

## Административное деление
Дальний Север включает в себя следующие районы местного самоуправления: Anangu Pitjantjatjara Yankunytjatjara, City of Port Augusta, District Council of Coober Pedy, Flinders Ranges Council и Municipal Council of Roxby Downs. Поскольку большая часть территории находится в так называемой невключённой территории, муниципальные услуги населению за пределами перечисленных выше областей местного самоуправления предоставляются непосредственно Правительством Южной Австралии через государственный орган Outback Communities Authority.
Крупнейший населённый пункт — Порт-Огаста (14 699 жителей по данным 2009 года). Помимо этого города, население сосредоточено в городах Кубер-Педи, Роксби-Даунс, Вумера, Андамука, а также в небольших поселениях в горах Флиндерс и вдоль трассы Уднататта-Трек. На территории в 799 850 км², составляющей около 80 % площади штата, в общей сложности проживают менее 29 тысяч человек.